# Juan Soler
|  | Aquest article tracta sobre la localitat uruguaiana. Si cerqueu l'expresident del València CF, vegeu «Juan Bautista Soler Luján». |

Juan Soler és una localitat de l'Uruguai, ubicada al centre del departament de San José.
Es troba a 77 metres sobre el nivell del mar. Té una població aproximada de 2.300 habitants.